# Kloster Erding
Das Kloster Erding ist ein ehemaliges Kloster der Kapuziner in Erding in Bayern in der Erzdiözese München und Freising.

## Geschichte
Das Kloster wurde 1692 gegründet und 1802 im Zuge der Säkularisation aufgelöst. Mit Dekret vom 27. November 1802 wurden sämtliche Gebäude dem Verwalter Leizinger überlassen. In der Kirche wurde zunächst das Rentamt untergebracht. 1900 wurde das Kloster auf Abbruch versteigert. An seiner Stelle errichtete man das königliche Amtsgericht.